# Stylodipus sungorus
Stylodipus sungorus är en däggdjursart som beskrevs av Nikolai Nikolaevich Sokolov och Georgy I. Shenbrot 1987. Stylodipus sungorus ingår i släktet Stylodipus och familjen hoppmöss. IUCN kategoriserar arten globalt som livskraftig. Inga underarter finns listade i Catalogue of Life.
Denna gnagare lever i Gobiöknen i västra Mongoliet och kanske i angränsande områden av Kina. Habitatet utgörs främst av öknar och halvöknar samt av torra buskskogar och stäpper.
Arten blir 10 till 13 cm lång (huvud och bål) och har en 13 till 16 cm lång svans som saknar tofs vid slutet. Öronen är ganska korta och fötterna är täckta av hår. Pälsen på ovansidan bildas av sandfärgade hår som ibland har svarta spetsar och några enstaka hår är helt svarta.  Undersidans päls är vit. Bakfötterna har bara tre tår och den mellersta är längst.
Denna gnagare äter gröna växtdelar, rötter, rotknöl och frön. Fortplantningen sker främst i juli och per kull föds 2 till 6 ungar. Individerna är nattaktiva.